# Supercoppa del Portogallo 1998 (hockey su pista)
La Supercoppa del Portogallo 1998 è stata la 16ª edizione dell'omonima competizione portoghese di hockey su pista. Il torneo ha avuto luogo il 27 giugno 1998. 
A conquistare il trofeo è stato il Porto all'undicesimo successo nella sua storia.

## Squadre partecipanti
| Club    | Qualificazione                       | Partecipazioni precedenti (il grassetto indica la vittoria) |
| ------- | ------------------------------------ | ----------------------------------------------------------- |
| Benfica | Detentore della 1ª Divisão           | 1982, 1983, 1986, 1991, 1992, 1993, 1995, 1997              |
| Porto   | Detentore della Coppa del Portogallo | 1983, 1984, 1985, 1986, 1987, 1988, 1989, 1990, 1991, 1996  |

## Risultati
| Squadra 1 | Risultato | Squadra 2 |
| --------- | --------- | --------- |
| Benfica   | 6 - 8     | Porto     |

| Lisbona 27 giugno 1998 Finale | Benfica | 6 – 8 (d.t.s.) | Porto |  |